# Reptiliomorpha
Reptiliomorpha (Kallas även för Anthracosauria eller Anthracosaurier) är en ordning eller understam av reptilliknande amfibier tillhöriga pansargroddjuren (Labyrinthodontia), som levde under karbon och perm för ungefär 360 till 245 miljoner år sedan som utvecklades till Amnioter under karbon.
Vissa av arterna som embolomerernar hade en lång salamanderliknande kropp och var anpassade för ett liv i vatten. Andra, som släktet seymouria hade kraftigare ben och var anpassade för ett liv på land.

## Taxonomi
klassificering enligt Ruta et al. (2003)

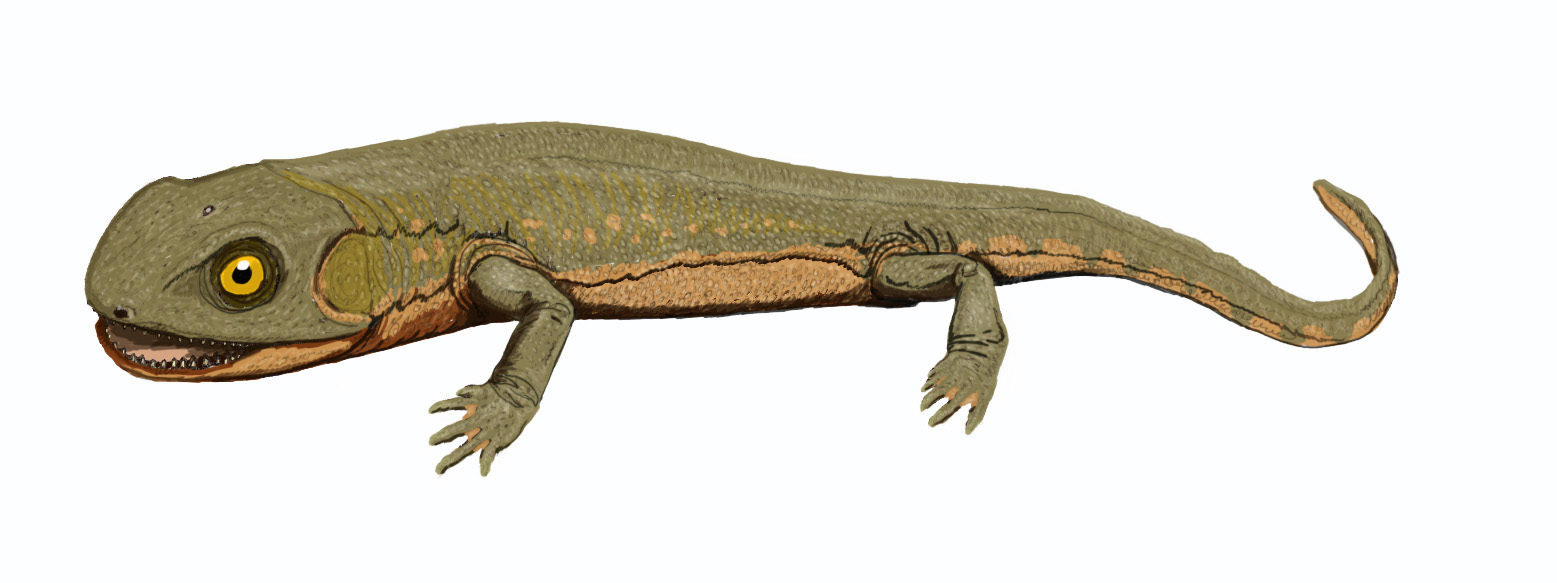
Discosauriscus.

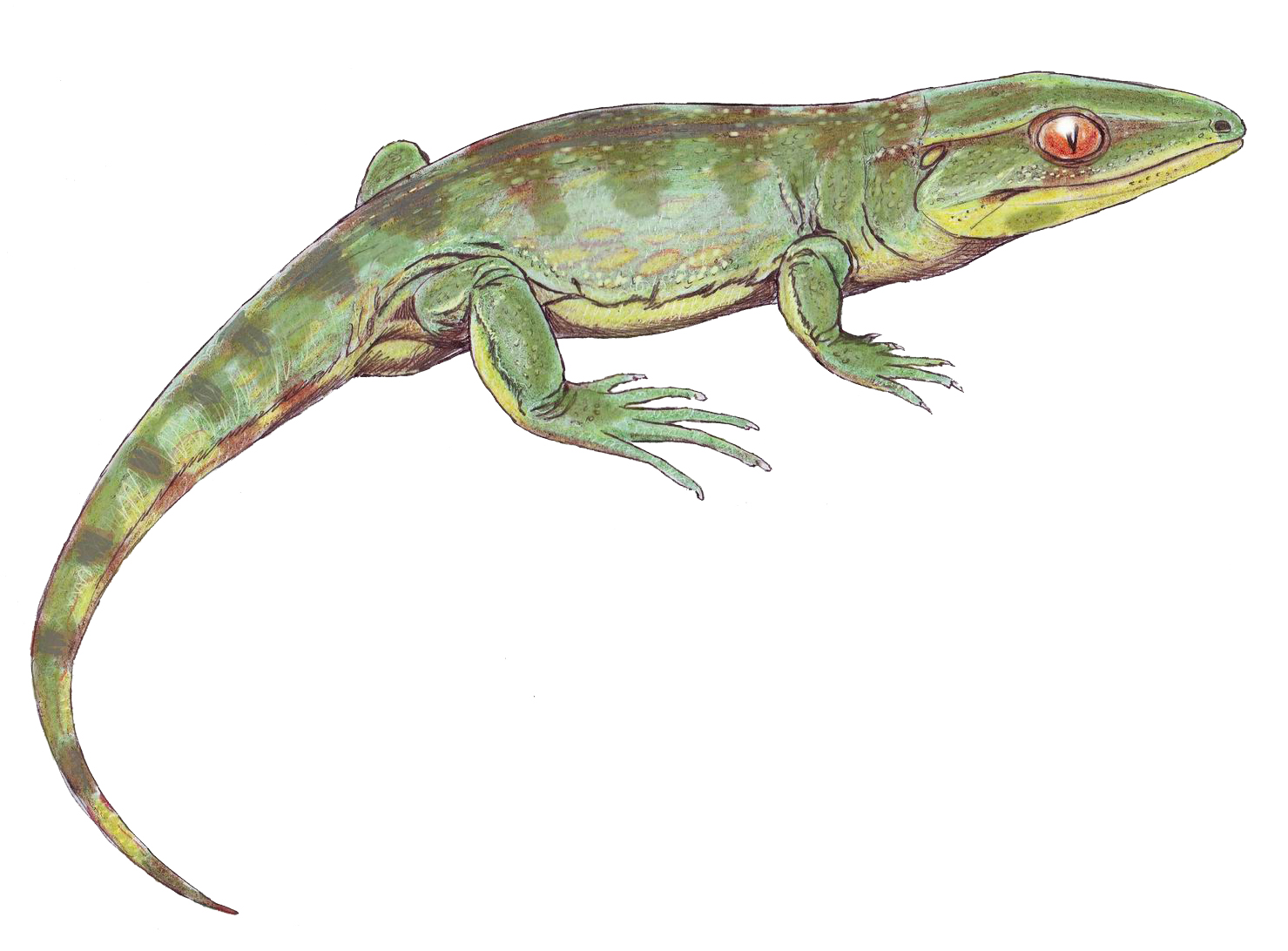
Gephyrostegus.

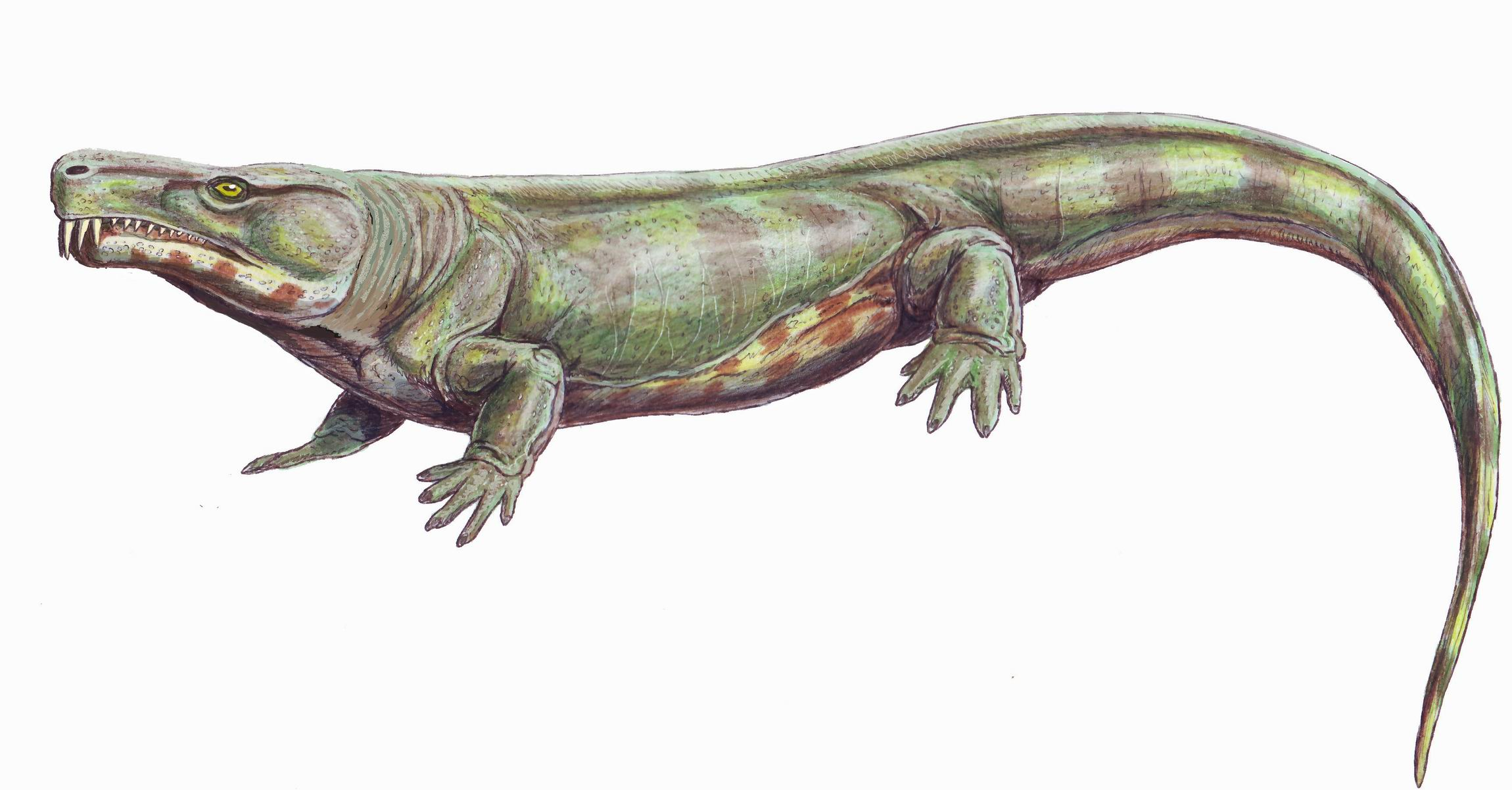
Limnoscelis.

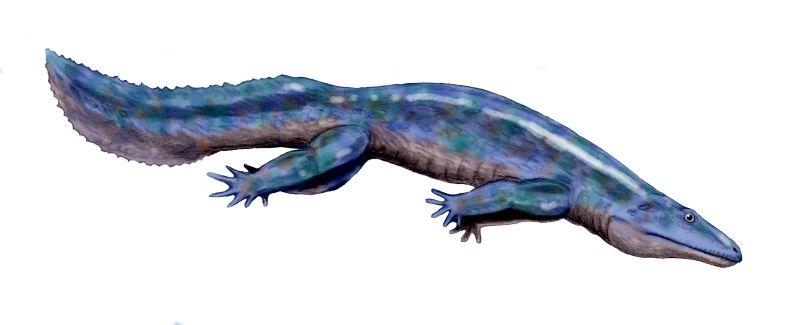
Diplovertebron.

- överklassTetrapoda
  - Infraordning Reptiliomorpha
    - Familj Caerorhachidae
    - Ordning Gephyrostegida
      - Familj Gephyrostegidae

    - Ordning Chroniosuchia
      - Familj Bystrowianidae
      - Familj Chroniosuchidae

    - Ordning Embolomeri
      - Familj Eoherpetontidae
      - Familj Anthracosauridae
      - Familj Proterogyrinidae
      - Familj Eogyrinidae
      - Familj Archeriidae

    - Ordning Seymouriamorpha
      - Familj Kotlassiidae
      - Familj Discosauriscidae
      - FamiljSeymouriidae

    - Ordning Diadectomorpha
      - Familj Diadectidae
      - Familj Limnoscelidae
      - FamiljTseajaiidae

    - Serier Amniota